# Port lotniczy Bergerac-Dordogne Périgord
Port lotniczy Bergerac-Dordogne Périgord (IATA: EGC, ICAO: LFBE) – port lotniczy położony 3 km na południowy wschód od Bergerac, w regionie Akwitania, we Francji.

## Linie lotnicze i połączenia
| Linia lotnicza  | Kierunek |
| --------------- | --- |
| British Airways | Sezonowo: 1. Londyn-City 2. Southampton                                                                             |
| Jet2.com        | Sezonowo: 1. Birmingham 2. Leeds/Bradford 3. Manchester                                                             |
| Ryanair         | 1. Londyn-Stansted 2. Porto Sezonowo: 1. Bournemouth 2. Bristol 3. Bruksela-Charleroi 4. East Midlands 5. Liverpool |
| Transavia.com   | Sezonowo: 1. Rotterdam                                                                                              |